# Hexatoma sculleni
Hexatoma sculleni là một loài ruồi trong họ Limoniidae. Chúng phân bố ở miền Tân bắc.